# قلعه تاکاشیما
قلعه تاکاشیما (به ژاپنی: 高島城, Takashima-jō) یک قلعه ژاپنی است که در سووا، ناگانو، استان ناگانو، ژاپن قرار دارد.